# جوليانو فولبي
جوليانو فولبي هو عالم آثار وسياسي إيطالي، ولد في عام 1958، في تيرليتسي في إيطاليا. نشط حزبياً في Left Ecology Freedom ‏.